# 雁形目
雁形目（学名：Anseriformes），指的是脊椎动物门中鸟纲的一个目，本目的鸟都是“游禽”，不僅游泳速度快，還具備粗長的脖子、扁平的鳥喙、長蹼的腳掌，能進行長途飛行，因生存能力較高而在全世界广泛分佈。雁形目的體型在所有鳥類中屬於中大型，身體內的脂肪和肌肉比例均勻，產肉多且肉質鮮美，是僅次於雞形目的可食用禽類。
本目的鸟在中文中通常被称为某某雁、鸭或鵝，一般野生的稱為“雁”；而家養的小型雁形目稱為“鴨”，大型雁形目稱為“鵝”，具體包括了人们通常所说的鸭、潜鸭、天鹅和雁属等。

## 形态特征
本目鸟类均为水栖性鸟类，体型大小不一，大者如天鹅体长可达1.5米，小者如棉凫体长仅30厘米。
本目鸟类头较大，有的种类具有明显的冠羽，喙多为扁平形，尖端具有嘴甲，大多长颈。
本目鸟类翅长而尖，适于长途跋涉，初级飞羽10－11枚，次级飞羽缺第5枚，大多数种类的次级飞羽色彩艳丽，具有抢眼的金属光泽，被称作翼镜，大多数种类的尾巴很短，但也有个别种类具有异乎寻常长的中央尾羽如针尾鸭，本目鸟类绒羽发达。
本目鸟类脚短，多着生于身体的中后部，跗跖前侧覆盖网状磷。三趾向前，有蹼或半蹼相连；一趾向后，较其它三趾为短，行走中不接触地面。
本目鸟类多雄雌异色，部分种类如天鹅雄雌同形同色。雄性具有交接器。

## 习性
本目鸟类都属于游禽，栖息在各种水域环境，从咸水到淡水，从内陆到远洋都有本目鸟类栖息，本目鸟类善于游泳，部分种类精于潜水，观察其在水中游弋的姿态，多数种类躯体轴线与水面平行，头、颈、背、尾部露出水面，精于潜水的雁鸭类，如各种潜鸭的尾部也沉入水中；另外还有一些种类上半身其完全潜入水中，尾部翘出水面，即躯体轴线与水面有一定交角，如鸿雁。本目鸟类中部分种类潜水技能惊人，如长尾鸭常能潜入水下60米之深处。本目鸟类尾脂腺发达，分泌的油脂通过喙涂布到羽毛上，以达到疏水来保持体态。
本目鸟类食性多样，大部分种类常在繁殖季节以鱼虾，甲壳类和软体动物为食，而在迁徙和越冬时以水草等植物型食物果腹。需要指出的是雁类多以水草为食，而秋沙鸭属的各种鸭类，嘴形扁平前端具钩，边缘具“锐齿”，且精于潜水，是捕食鱼类的好手。

## 繁殖
本目绝大部分鸟类的繁殖是一雄一雌相配，其中天鹅、树鸭、雁、麻鸭等种类雄雌鸟终身配对，实行严格的一夫一妻制，双亲都参与幼鸟的养育，树鸭的雄鸟甚至参与孵卵。而本目的其它种类夫妻关系大多并不确定，常只能维持一个繁殖季节，甚至在孵卵开始之后雄鸟就弃雌鸟而去，长期以来被人们当作忠贞爱情象征的鸳鸯其实就是这样。
本目各种类的交配行为仅限于繁殖期内，但常常在越冬集群时期便开始配对行为，在冬末初春季节常能看到发情行为。本目鸟类常有复杂而悦目的求偶炫耀行为。
本目鸟类所做巢多见三种类型：
- 露天巢：搭建在离水不远的地面上或浅水处，由手边易得的植物型材料搭建，大多数的河鸭都是营露天巢的。
- 隐蔽巢：这类巢搭建在在岩石下面，石隙间，垂直斜坡的土洞中，麻鸭等的巢就是隐蔽巢。
- 树洞巢：搭建在树洞中，鸳鸯的巢就是树洞巢。

此外，本目中的黑头鸭是这一目中唯一的巢寄生者，寄主有其它鸭科、秧鸡、鹮类、鹭类的鸟。
本目鸟类的雏鸟均为早成雏，并且本目鸟类的雏鸟都有明显的印记行为，即把出生后看到的第一个物体当作自己的母亲，本能性地跟在“母亲”身后形影不离直到长大。雏鸟出生时体表被绒羽，出生后数月才发育成能飞的幼鸟，幼鸟羽色哑暗，颇似雌性成鸟，幼鸟出生后七到八个月进行第一次换羽。
本目鸟类性成熟的时间长短不一，快的如鸭亚科的大多数种类，孵出后九到十个月即能繁殖，而发育较慢的如天鹅则需要四到五年。

## 迁徙
本目鸟类绝大多数种类都是迁徙性的，秋季南迁，春季北迁，据研究在中国内蒙古的乌梁素海，每年3月初就可以看到疣鼻天鹅、灰雁、绿翅鸭等本目鸟类，在随后的日子里，斑嘴鸭、绿头鸭、赤麻鸭等相继到达，9月中旬各种鸭雁类开始南迁，最早开始迁徙的是灰雁，同时在更北方繁殖的一些鸭雁类也开始过境乌梁素海，10月间乌梁素海的鸭雁类数量达到顶峰，12月，最迟南迁的秋沙鸭开始离开乌梁素海。
通常，本目鸟类在秋季南迁比较缓慢，春季北徙则比较迅速。

## 演化
據分子钟推定雁形目起源於9900萬年前，最早的雁形類（Anserimorphae）是白堊紀晚期的維加鳥。
化石资料显示，在新生代渐新世雁形目鸭科已经有雁亚科和鸭亚科的分化；在中新世已经出现雁、河鸭、潜鸭和天鹅等现存属出现；在上新世本目绝大部分现存种都已经出现；至更新世则计有90种化石被发现。
白垩纪有一种黄昏鸟在形态上与雁形目类似，不过属于反鸟类，与现存雁形目没有关系。
综合全世界迄今为止发现的所有雁形目化石，共计约170余种，其中已经灭绝的占一半左右，绝大多数化石发现于欧洲和北美提示本目可能起源于古北界。

## 与人类的關係
本目鸟类与人类关系比较密切，部分种类在历史上被人类驯化成为重要的家禽。

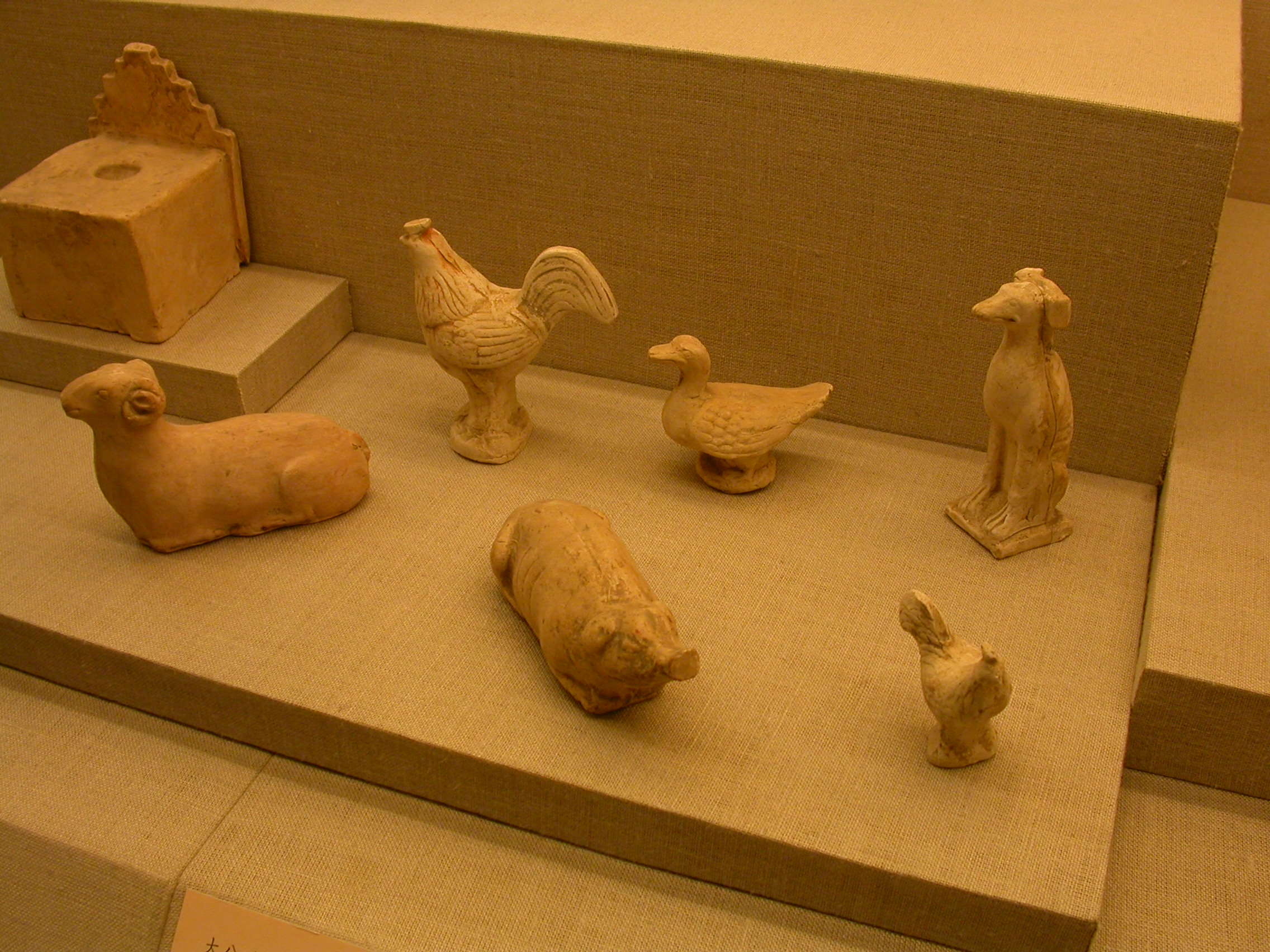
中国汉代随葬六畜俑

家鹅被认为是人类驯化的第一个家禽，它来自于野生的鸿雁或灰雁。达尔文在他的《动物和植物在家养下的变异》一书中提到“在荷马史诗中就提到过早在古希腊时代鹅就是被驯养的家禽了，而古罗马时代的神庙里人们饲养家鹅，作为奉献给神的祭品”；还有人根据古埃及笔画遗留下来的资料，认为在公元前2000年左右，古埃及人就成功地驯化了家鹅。
中国古籍《庄子》中有记载：“命竖子杀雁而烹之，竖子请曰，其一能鸣其一不能鸣，请奚杀。主人曰：杀不能鸣者”说明在公元前400年以前中国就已经有成熟的家鹅驯养技术了。
目前普遍认为中国家鹅和欧洲家鹅的起源不同，中国家鹅起源于鸿雁而欧洲家鹅起源于灰雁。
鸭也是重要家禽之一，目前认为驯化的家鸭起源于野生的斑嘴鸭和绿头鸭，中国战国时期的古籍有记载“野鸭为凫，家鸭为鹜”，欧洲家鸭的驯养可能起源于古埃及后经希腊传播于整个欧洲大陆。

## 分类学
雁形目鸟类的分类主要有两类不同的观点，一类引用Sibley和Monroe的鸟类DNA分类系统将雁形目鸟类分为鸭科、叫鸭科、鹊雁科和树鸭科（树鸭有時會被視為鸭科的亞科），目前英文维基采用的就是这种分类方式（而且树鸭被分类為鸭科的亞科）；另一种分类方式是在中国学术界比较通行的分类方式。见下：

### 树鸭科（Dendrocygnidae）
- 树鸭属（Dendrocygna）
  - 栗树鸭（Dendrocygna javanica）
  - 白脸树鸭（Dendrocygna viduata）

### 鸭科（Anatidae）
- 硬尾鸭属（Oxyura）
  - 白头硬尾鸭（Oxyura Leucocephala）
- 天鹅属（Cygnus）
  - 疣鼻天鹅（Cygnus olor）
  - 大天鹅（Cygnus cygnus）
  - 小天鹅（Cygnus columbianus）
  - 黑天鹅（Cygnus atratus）
  - 黑颈天鹅（Cygnus melanocoryphus）
  - 黑嘴天鹅（Cygnus buccinator）
- 雁属（Anser）
  - 鸿雁（Anser cygnoides）
  - 豆雁（Anser fabalis）
  - 白额雁（Anser albifrons）
  - 小白额雁（Anser erythropus）
  - 灰雁（Anser anser）
  - 斑头雁（Anser indicus）
  - 雪雁（Anser caerulescens）
  - 粉足雁（Anser brachyrhynchus）&
- 黑雁属（Branta）
  - 加拿大雁（Branta canadensis）
  - 黑雁（Branta bernicla）
  - 红胸黑雁（Branta ruficollis）
  - 黄颈黑雁（Branta sandvicensis）&
- 麻鸭属（Tadorna）
  - 赤麻鸭（Tadorna ferruginea）
  - 冠麻鸭（Tadorna cristata）
  - 翘鼻麻鸭（Tadorna tadorna）
- 瘤鸭属（Sarkidiornis）
  - 瘤鸭（Sarkidiornis melanotos）
- 棉凫属（Nettapus）
  - 棉凫（Nettapus coromandelianus）
- 鸳鸯属（Aix）
  - 鸳鸯（Aix galericulata）
  - 林鸳鸯（Aix sponsa）&
- 環頸鴨属 ( Callonetta )
  - 環頸鴨 ( Callonetta leucophrys )
- 鸭属（Anas）
  - 赤膀鸭（Anas strepera）
  - 罗纹鸭（Anas falcata）
  - 赤颈鸭（Anas penelope）
  - 葡萄胸鸭（Anas americana）
  - 绿头鸭（Anas platyrhynchos）
  - 斑嘴鸭（Anas poecilorhyncha）
  - 棕颈鸭（Anas luzonica）
  - 琵嘴鸭（Anas clypeata）
  - 针尾鸭（Anas acuta）
  - 白眉鸭（Anas querquedula）
  - 花脸鸭（Anas formosa）
  - 绿翅鸭（Anas crecca）
- 斑鸭属（Marmaronetta）
  - 云石斑鸭（Marmaronetta angustirostris）
- 狭嘴潜鸭属（Rhodonessa）
  - 赤嘴潜鸭（Rhodonessa rufina）
- 潜鸭属（Aythya）
  - 红头潜鸭（Aythya ferina）
  - 帆背潜鸭（Aythya valisneria）
  - 白眼潜鸭（Aythya nyroca）
  - 青头潜鸭（Aythya baeri）
  - 凤头潜鸭（Aythya fuligula）
  - 斑背潜鸭（Aythya marila）
- 小绒鸭属（Polysticta）
  - 小绒鸭（Polysticta stelleri）
- 丑鸭属（Histrionicus）
  - 丑鸭（Histrionicus histrionicus）
- 长尾鸭属（Clangula）
  - 长尾鸭（Clangula hyemalis）
- 海番鸭属（Melanitta）
  - 黑海番鸭（Melanitta nigra）
  - 斑脸海番鸭（Melanitta fusca）
- 鹊鸭属（Bucephala）
  - 鹊鸭（Bucephala clangula）
- 白秋沙鸭属（Mergellus）
  - 白秋沙鸭（Mergellus albellus）
- 秋沙鸭属（Mergus）
  - 红胸秋沙鸭（Mergus serrator）
  - 中华秋沙鸭（Mergus squamatus）
  - 普通秋沙鸭（Mergus merganser）
- 鬃林鸭（Chenonetta jubata）&
- 欧绒鸭（Somateria mollissima）&

### 叫鸭科（Anhimidae）
- - 冠叫鸭（Chauna torquata）&
  - 黑颈叫鸭 (Chauna chavaria) &
  - 角叫鴨（Anhima cornuta）

（“&”标记为中国境内没有分布的种）